# Portumnus
Portumnus là danh pháp khoa học của một chi cua, bao gồm 2 loài.

## Các loài
- Portumnus latipes Pennant, 1777 - Cua bơi Pennant. Đông Đại Tây Dương và Địa Trung Hải, từ phía nam Biển Bắc tới quần đảo Canaria và Azores, về phía đông tới Biển Đen.
- Portumnus lysianassa (Herbst, 1801). Đặc hữu Địa Trung Hải (vùng ven Hy Lạp).

## Tuyệt chủng
- † Portumnus tricarinatus Lőrenthey, 1929